# Ernst Albrecht

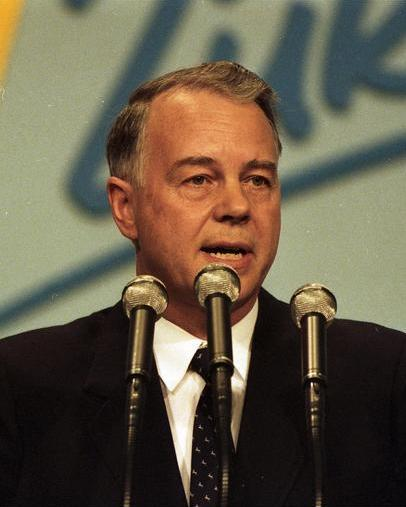
Ernst Albrecht, 1988

Ernst Carl Julius Albrecht (* 29. Juni 1930 in Heidelberg; † 13. Dezember 2014 in Burgdorf) war ein deutscher Politiker (CDU). Er war von Februar 1976 bis Juni 1990 Ministerpräsident von Niedersachsen.

## Familie und Beruf

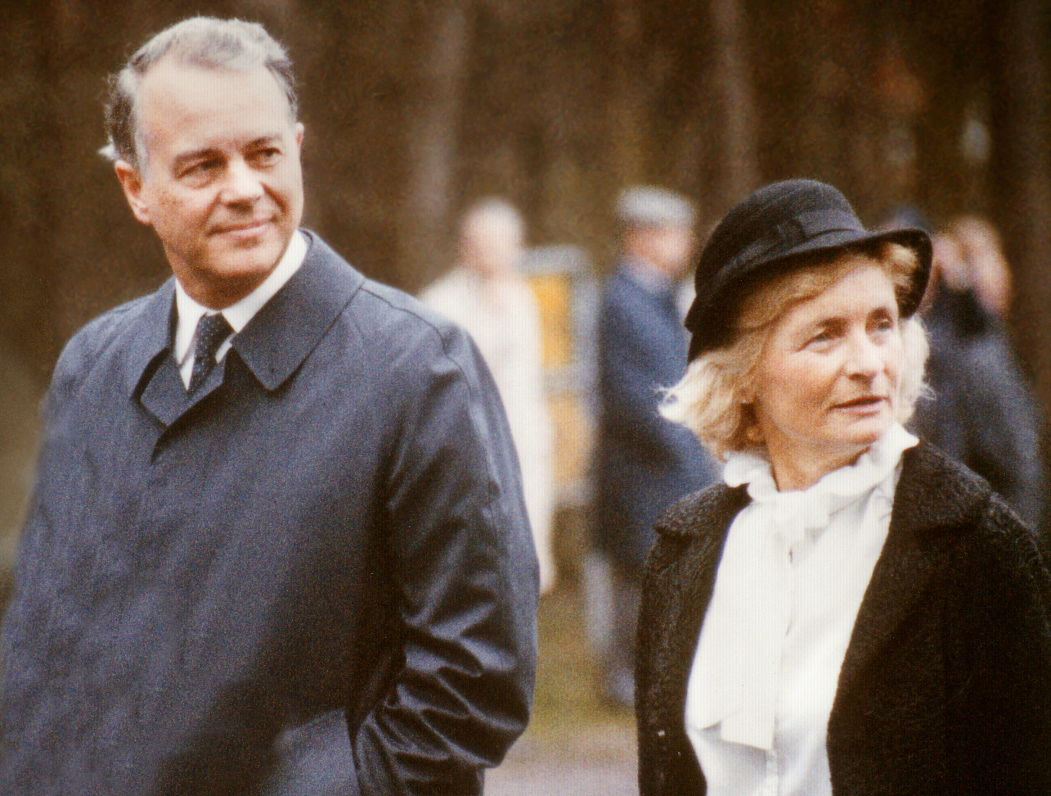
Ernst und Adele Albrecht, 1985

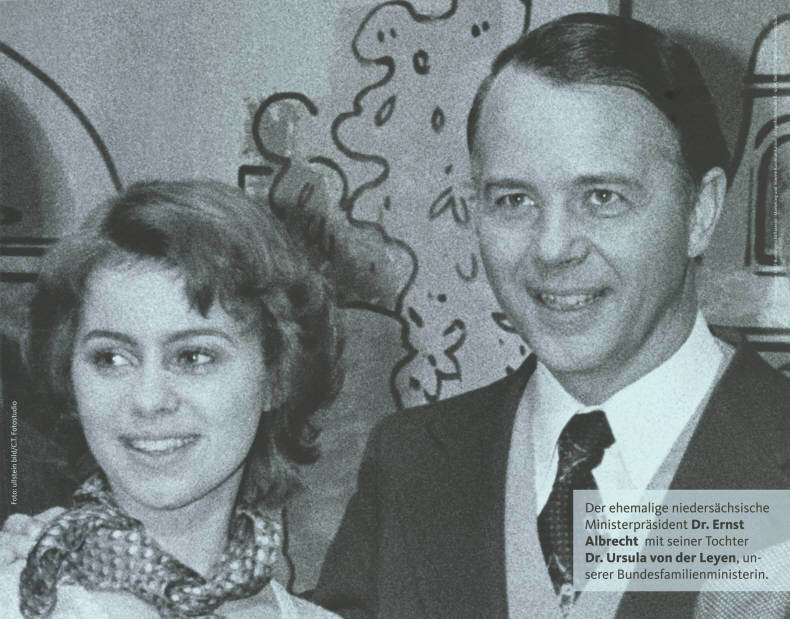
Albrecht mit seiner Tochter Ursula von der Leyen (CDU-Plakat, 2007)

Albrecht wurde als Sohn des Internisten Carl Albrecht (1902–1965) und dessen Ehefrau Adda, geb. Berg (1896–1982) in Heidelberg geboren. Er war ein Ururenkel des Bremer Großkaufmanns Baron Ludwig Knoop. Sein Vater ließ sich wenig später in Bremen nieder, wo Albrecht die Schule besuchte. Im Februar 1948 legte er die Abiturprüfung ab.
Von 1946 bis 1948 führte er eine Gruppe der Deutschen Jungenschaft. Später studierte Albrecht Philosophie und Theologie in Tübingen, an der Cornell-Universität (USA) und in Basel (bei Karl Jaspers). 1953 schloss er sein anschließendes Studium der Rechts- und Wirtschaftswissenschaft in Tübingen und Bonn als Diplomvolkswirt ab. Im Jahr 1959 wurde er über das Thema Haftungsverhältnisse der Montangemeinschaft promoviert.
1954 wurde er Attaché beim Ministerrat der Montanunion, 1958 Kabinettschef des Mitglieds der EWG-Kommission Hans von der Groeben, 1969 Generaldirektor für Wettbewerb der EG. 1971 bis 1976 war er – neben seinem Landtagsmandat – einer von fünf stellvertretenden Geschäftsführern des Gebäckherstellers Bahlsen. Diese Tätigkeit brachte ihm unter politischen Gegnern die Spottnamen „Keksonkel“ und „Krümelmonster“ ein.
Albrecht lebte auf dem Familiengut in Burgdorf-Beinhorn. 1953 heirateten Ernst Albrecht und die Germanistin Heidi Adele Stromeyer (1928–2002). Das Ehepaar hatte sieben Kinder, darunter die CDU-Politikerin Ursula von der Leyen. Seine Söhne heißen Harald, Hans-Holger, Barthold und Donatus. Hans-Holger Albrecht war Präsident und CEO von Millicom International Cellular (MIC). Tochter Benita-Eva starb 1971 mit elf Jahren und Sohn Lorenz 2005 mit 49 Jahren an den Folgen eines Krebsleidens.
Seine US-amerikanische Großmutter Mary Ladson Robertson (1883–1960) aus Charleston war eine Nachfahrin des Politikers James Ladson und des Plantagenbesitzers und Geschäftsmanns James H. Ladson. Ernst Albrechts Bruder war der Dirigent George Alexander Albrecht.
Im Mai 2008 gab Ursula von der Leyen öffentlich bekannt, dass ihr Vater an Alzheimer erkrankt sei; die Krankheit sei 2003 diagnostiziert worden. Von 2007 an lebte die neunköpfige Familie von der Leyen auf dem Anwesen von Albrecht und wirkte an seiner Pflege mit. Am 13. Dezember 2014 starb Albrecht in Burgdorf-Beinhorn. Die Urne mit seiner Asche wurde auf dem Gut der Familie in Beinhorn beigesetzt.

## Politische Karriere
Albrecht war von 1970 bis 1990 Mitglied des niedersächsischen Landtages. Von 1971 bis 1974 bekleidete er das Amt des stellvertretenden Vorsitzenden der CDU-Landtagsfraktion.

### Ministerpräsident

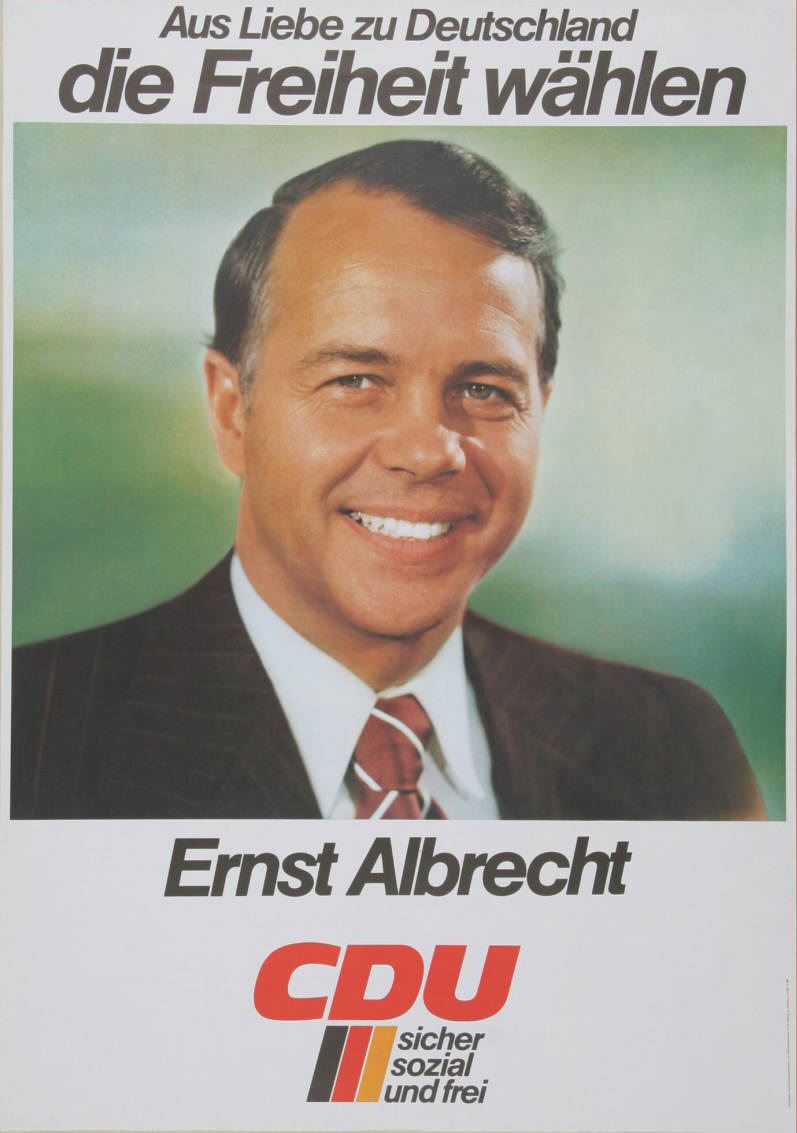
Wahlplakat mit Ernst Albrecht, 1976

Im 8. Niedersächsischen Landtag regierte nach der Landtagswahl 1974 eine sozialliberale Koalition mit einer Stimme Mehrheit (78 Sitze für SPD und FDP, 77 für die oppositionelle CDU). Nachdem Ministerpräsident Alfred Kubel (SPD) aus Altersgründen zurückgetreten ist, sollte der bisherige Finanzminister Helmut Kasimier (SPD) zum neuen Ministerpräsidenten gewählt werden. Albrecht stellte sich ebenfalls zur Wahl. Helmut Kasimier erhielt am 14. Januar 1976 aus den Reihen des sozialliberalen Regierungsbündnisses nur 75 Stimmen, während Ernst Albrecht 77 Abgeordnete auf seine Seite zog. Da die Abstimmung für keinen Kandidaten die erforderliche absolute Mehrheit ergab, wurde die Wahl einen Tag später wiederholt. Diesmal erhielt Albrecht sogar noch eine Stimme mehr, während für Kasimier nur noch 74 Parlamentarier votierten. Bei den Abweichlern handelte es sich mutmaßlich um Gegner der von der sozialliberalen Regierung geplanten Kreisreform. Der Politikwissenschaftler Ernst-August Roloff vermutete, dass die entscheidende Stimme für Albrechts Mehrheit von dem FDP-Abgeordneten Gustav Ernst kam, der sich gegen diesen Vorwurf gerichtlich zur Wehr setzte.
Da Albrecht innerhalb der folgenden 21 Tage kein Regierungskabinett präsentierte, das der Bestätigung durch den Landtag in offener Abstimmung bedurft hätte, kam es am 6. Februar 1976 zu einem weiteren Wahlgang. Bei diesem trat vonseiten der SPD – nach dem Rückzug Kasimiers – Bundesbauminister Karl Ravens gegen Albrecht an. Dieser konnte jedoch offenbar einen weiteren Überläufer auf seine Seite ziehen und baute mit insgesamt 79 erhaltenen Stimmen seine Mehrheit weiter aus. Da er weder SPD noch FDP als Koalitionspartner gewinnen konnte, ernannte er eine Minderheitsregierung nur aus CDU-Mitgliedern (Kabinett Albrecht I), die keiner Bestätigung durch den Landtag mehr bedurfte. Albrecht war Niedersachsens erster CDU-Ministerpräsident.
Der Regierungswechsel hatte auch Auswirkungen auf die Bundesebene: Die sozialliberale Koalition von Bundeskanzler Helmut Schmidt verlor dadurch ihre Mehrheit im Bundesrat, was vor allem im Hinblick auf die Ratifizierung der sogenannten Polenverträge, die die Unionsparteien ablehnten, Brisanz hatte. Albrecht setzte sich dann mit dem saarländischen Ministerpräsidenten Franz-Josef Röder (der in seinem Land ebenfalls keine eigene Mehrheit hatte, sondern auf Tolerierung durch die FDP angewiesen war) für einen Kompromiss ein: Die Übersiedelung Deutschstämmiger von Polen in die Bundesrepublik wurde erleichtert, dafür stimmten auch die unionsgeführten Länder im Bundesrat für die Verträge.
Im Januar 1977 ging die FDP eine Koalition mit der CDU ein, wodurch die neue Regierung eine Landtagsmehrheit bekam. Das Kabinett Albrecht II beinhaltete zwei FDP- und sechs CDU-Minister. Als Ministerpräsident traf Albrecht 1977 die Entscheidung, im dünn besiedelten Landkreis Lüchow-Dannenberg in unmittelbarer Nähe zur innerdeutschen Grenze ein „Nukleares Entsorgungszentrum“ zu errichten. Dieses sollte ursprünglich neben dem Brennelemente-Zwischenlager Gorleben auch das zentrale deutsche Atommüllendlager, ein neues Kernkraftwerk an der Elbe bei Langendorf und eine Wiederaufarbeitungsanlage für Uranbrennstäbe in Dragahn umfassen. Kritiker mutmaßten, dass die Entscheidung für den Salzstock Gorleben-Rambow politischem Kalkül geschuldet war. Sie gingen zudem davon aus, dass sich Albrecht mit der Auswahl des dünn besiedelten Wendlandes geringere Proteste seitens der Bevölkerung erhoffte. Der Untersuchungsausschuss des Deutschen Bundestages kam 2013 zu dem Ergebnis, dass der Standort von Albrecht wegen seiner Grenznähe und als Reaktion auf das benachbarte Endlager Morsleben in der DDR gewählt worden war.

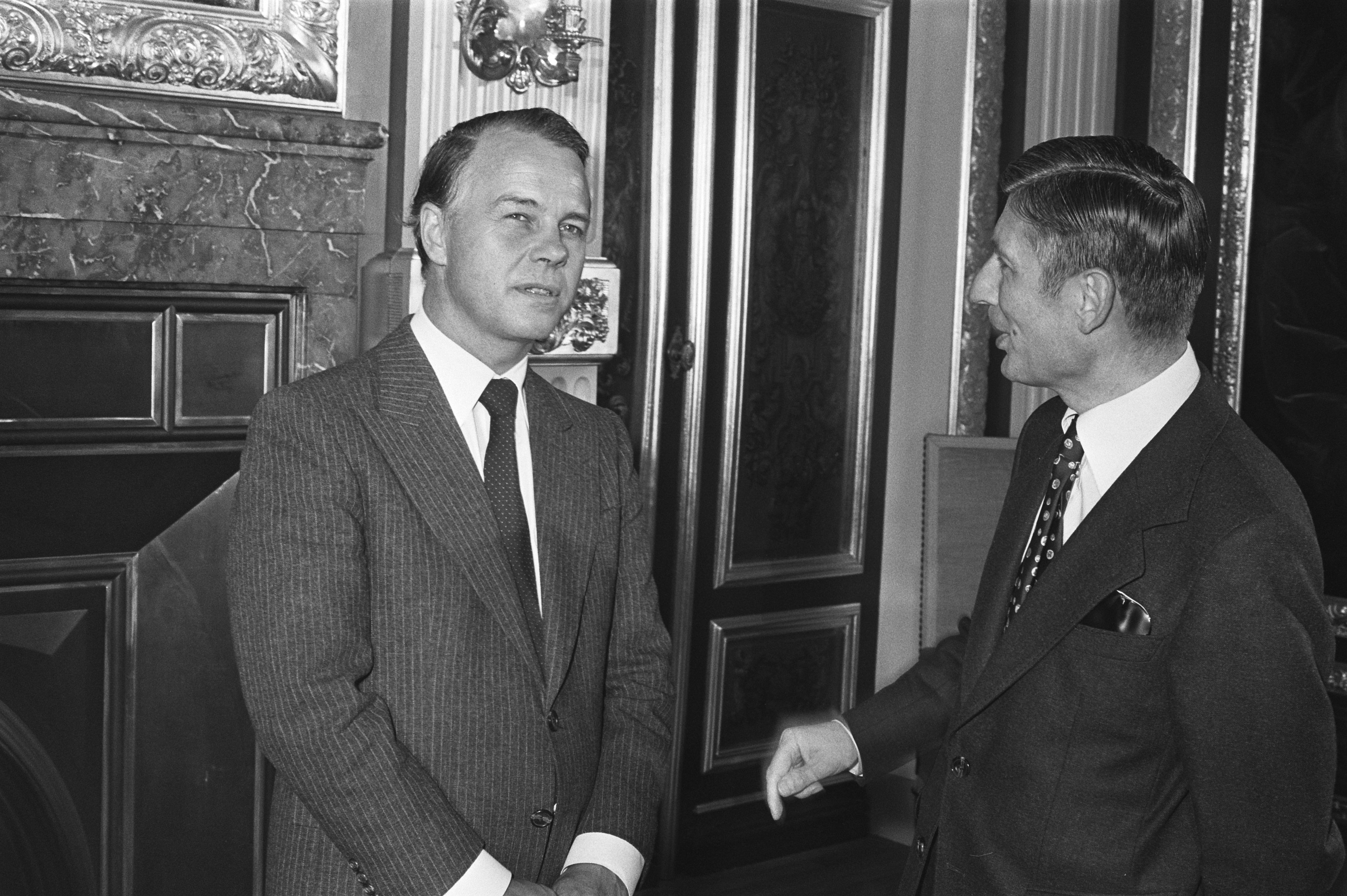
Albrecht mit dem niederländischen Premierminister Dries van Agt (1978)

Albrecht führte die CDU viermal als Spitzenkandidat in die Landtagswahlen: 1978 sowie 1982 setzte sich Albrecht dabei gegen Karl Ravens durch und erzielte zweimal die absolute Mehrheit.
Albrechts Regierung verantwortete 1978 den unter der Bezeichnung Celler Loch bekannt gewordenen fingierten Sprengstoffanschlag auf das Hochsicherheitsgefängnis Celle zur Einschleusung von V-Personen in die linksterroristische Szene um die Rote Armee Fraktion. In seiner Amtszeit setzte er sich dafür ein, dass Niedersachsen 1979 als erstes Bundesland 1000 vietnamesische Flüchtlinge (Boatpeople) aufnahm.
Bei der Landtagswahl 1986 wurde Albrecht erstmals von Gerhard Schröder herausgefordert. Die CDU verlor zwar ihre absolute Mehrheit, konnte jedoch zusammen mit der FDP eine knappe  Mehrheit bilden. Im niedersächsischen Landtag scheiterte im Dezember 1988 ein von der SPD-Fraktion wegen der Spielbankaffäre eingebrachtes konstruktives Misstrauensvotum gegen Albrecht mit 76 gegen 79 Stimmen. Mindestens ein Mitglied der Oppositionsparteien SPD und Grüne muss dabei für Albrecht gestimmt haben.
Am 2. September 1989 trennte sich die CDU-Fraktion in Niedersachsen nach mehreren Skandalen vom Abgeordneten Kurt Vajen, was den Verlust der parlamentarischen Mehrheit im Landtag zur Folge hatte. Der kurz zuvor nachgerückte SPD-Politiker Oswald Hoch erklärte wenig später seinen Austritt aus der SPD-Fraktion und sicherte als fraktionsloser Abgeordneter Albrecht fortan die Mehrheit von 78 Stimmen (CDU/FDP) zu 77 Stimmen (SPD/Grüne) bis zum Ende der Legislaturperiode im Juni 1990.
Bei der Landtagswahl am 13. Mai 1990 kam es prozentual nur zu relativ geringen Änderungen; gleichwohl wurde nun eine rot-grüne Mehrheit bzw. Koalition möglich. Der SPD-Herausforderer, der spätere Bundeskanzler Gerhard Schröder, bildete eine rot-grüne Regierung; damit war Albrecht nach über 14 Jahren nicht mehr Ministerpräsident.
Ernst Albrechts Amtszeit war mit 14 Jahren die bisher längste aller niedersächsischen Ministerpräsidenten. Seine Gestaltung von Politik und die von ihm gesetzten Marken haben das Land laut einem Nachruf im positiven wie im negativen Sinne nachhaltig geprägt. Einige Stimmen sagen, dass er dem bis dahin „künstlichen Gebilde Niedersachsen“ eine eigene Identität gegeben habe. Er forcierte die Gründung von Forschungsinstituten in Hannover, Braunschweig, Clausthal und Göttingen. Andererseits belasten die gesellschaftlichen Konflikte um Gorleben, die Albrecht 1977 im Wendland initiiert hat, die Landes- wie Bundespolitik bis in die Gegenwart. Albrecht soll dem sich immer stärker etablierenden Berufsparlamentariertum sehr kritisch gegenübergestanden haben.

### Bundespolitik

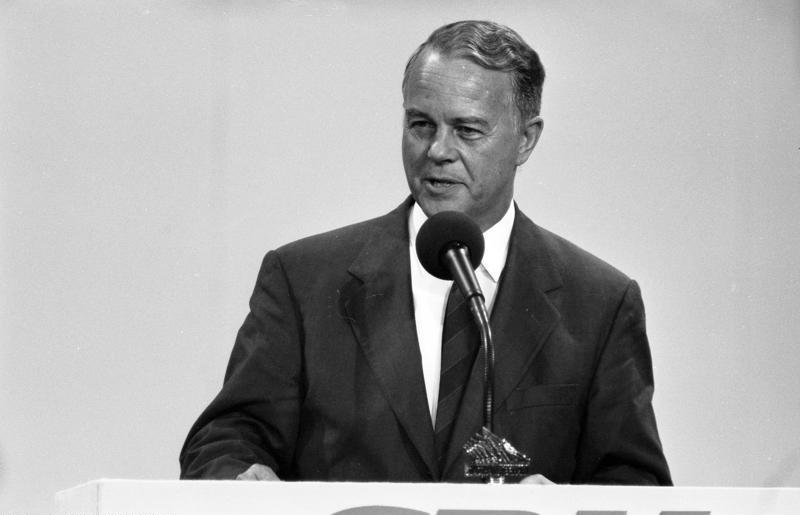
Albrecht auf dem CDU-Bundesparteitag 1989

Im Vorfeld der Bundestagswahlen 1980 wurde Albrecht als möglicher Kanzlerkandidat der CDU/CSU gehandelt. Nach wochenlangen öffentlichen Auseinandersetzungen wählte die CDU/CSU-Bundestagsfraktion mit 57 % der Stimmen Franz Josef Strauß von der CSU zum gemeinsamen Kanzlerkandidaten. Strauß verlor anschließend die Wahl gegen Helmut Schmidt.
1983 lehnte Albrecht den Wunsch des damaligen CDU-Vorsitzenden Helmut Kohl ab, 1984 als Bundespräsident zu kandidieren.
Vom 1. November 1985 bis zum 31. Oktober 1986 war er Bundesratspräsident.

## Späteres Wirken

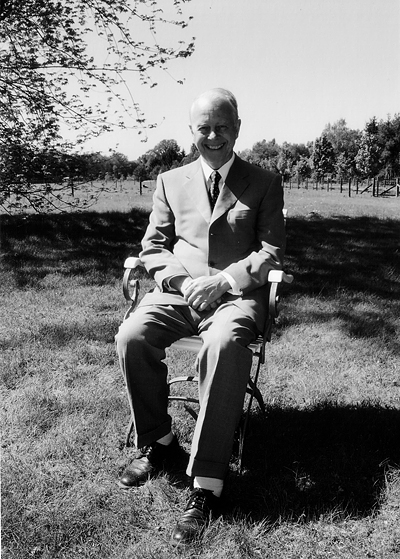
Ernst Albrecht (2008)

Albrecht war nach dem Ausscheiden aus dem Regierungsamt Aufsichtsratsvorsitzender der EHW Thale AG. Da die Treuhandanstalt keinen Investor für den Betrieb fand, kaufte Albrecht zum 1. Januar 1993 mit dem Bremer Kaufmann Hans Henry Lamotte das Unternehmen für den symbolischen Preis von einer D-Mark, wobei Albrecht 95 und Lamotte 5 Prozent der Unternehmensanteile hielt. Das Land Sachsen-Anhalt übernahm dabei die komplette Altlastensanierung und bürgte zu 80 Prozent für die Altschulden des Betriebs. Das betriebseigene Kinder- und Erholungszentrum Güntersberge, das ursprünglich aus dem Verkaufspaket herausgelöst und dem Land Sachsen-Anhalt übertragen werden sollte, wurde – laut Aussage des parlamentarischen Staatssekretärs Joachim Grünewald (CDU) – „versehentlich“ mit an die Investoren übertragen. Diese waren anschließend nicht bereit, dieses unentgeltlich dem Land zu überlassen, sondern verlangten dafür den Preis von 5,5 Millionen DM (während der Verkehrswert auf 4,4 Millionen DM geschätzt wurde). Die Konditionen, zu denen die Treuhand das Erholungszentrum schließlich zurückkaufte, wurden geheim gehalten. Im April 1997 verkaufte Albrecht das Unternehmen – wieder für eine Mark – weiter an die Schunk-Gruppe.
Er war ferner 2007 Aufsichtsratsmitglied des Bauunternehmens GP Papenburg AG (siehe Günter Papenburg).

## Auszeichnungen
- 1976: Ehrenring der Stadt Cuxhaven
- 1979: Schärfste Klinge der Stadt Solingen
- 1979: Großes Bundesverdienstkreuz
- 1983: Großes Bundesverdienstkreuz mit Stern und Schulterband
- 1985: Schlesierschild der Landsmannschaft Schlesien - Nieder- und Oberschlesien -
- 1987: Großes Goldenes Ehrenzeichen am Bande für Verdienste um die Republik Österreich[29]
- 1989: Großkreuz des Bundesverdienstkreuzes
- 1992: Großkreuz des Ordens für Verdienst der Republik Portugal
- 1999: Niedersächsische Landesmedaille

## Veröffentlichungen
- Der Staat – Idee und Wirklichkeit. Grundzüge einer Staatsphilosophie. Seewald, Stuttgart 1976, ISBN 3-512-00442-3.
- Erinnerungen, Erkenntnisse, Entscheidungen. Politik für Europa, Deutschland und Niedersachsen. Barton, Göttingen 1999, ISBN 3-934648-00-2.
- Die Albrecht-Familie: Wohlauf in Gottes schöne Welt / Alle Birken grünen in Moor und Heid. Zugunsten der Stiftung Familie in Not, Ariola 15 588 AT (1979), Single Schallplatte 45/min DNB 353557927.[30]